# Palaeochoerus
Il paleochero (gen. Palaeochoerus) è un mammifero artiodattilo estinto, appartenente ai suiformi. Visse tra l'Eocene superiore e il Miocene inferiore (circa 34 – 22 milioni di anni fa) e i suoi resti fossili sono stati ritrovati in Europa, in Asia e in Africa.

## Descrizione
Questo animale era più piccolo di un odierno cinghiale (il cranio era lungo al massimo 25 centimetri), ma doveva essere già abbastanza simile nell'aspetto alle forme odierne della famiglia dei suidi. Il corpo era compatto e gli arti erano relativamente brevi rispetto agli artiodattili più primitivi. Le zampe anteriori avevano già perso il quinto dito e avevano già sviluppato la struttura pienamente tetradattila tipica dei veri suidi. La dentatura era ancora completa, con incisivi ben sviluppati, canini relativamente piccoli e verticali, premolari appuntiti e molari bunodonti a corona bassa. Nella mascella era presente un lungo diastema tra i canini e i primi premolari. In Palaeochoerus, in ogni caso, vi era una tendenza a sviluppare alcune cuspidi accessorie sui molari.

## Classificazione
Descritto per la prima volta da Pomel nel 1847, Palaeochoerus è classicamente considerato il più antico membro della famiglia dei suidi. Tuttavia, in seguito è stato attribuito a una famiglia a sé stante (Palaeochoeridae) e ancora adesso è considerato un rappresentante di un ramo collaterale dei suoidi, insieme a forme affini come Doliochoerus. Sembra che Palaeochoerus abbia avuto una lunga storia evolutiva, sviluppandosi nel corso dell'Eocene superiore probabilmente da forme asiatiche, per poi diffondersi in Europa nell'Oligocene. La specie tipo, Palaeochoerus typus, è la più conosciuta.  Al genere Palaeochoerus sono state ascritte numerose altre specie provenienti dall'Africa, dall'Europa e dall'Asia (ad es. P. australis, P. dartevellei, P. pascoei, P. perimensis) ma molte sono state attribuite ad altri generi di suidi, come Aureliachoerus e Hyotherium. Forse imparentato con Palaeochoerus era il bizzarro Lorancahyus, dotato di una dentatura che richiama quella dell'oritteropo.

## Paleoecologia
Lo sviluppo di cuspidi accessorie sui molari di Palaeochoerus indica che questo animale aveva iniziato a sviluppare probabilmente una tendenza verso la dieta onnivora, che poi si sarebbe ulteriormente sviluppata nei veri suidi.